# 山王神社 (桜川市)
山王神社（さんのうじんじゃ）は、茨城県桜川市岩瀬東区にある鎮座する神社。旧名は本新田神社。

## 歴史
- 1630年（寛永7年）：創建
- 1931年（昭和6年）：狛犬奉納

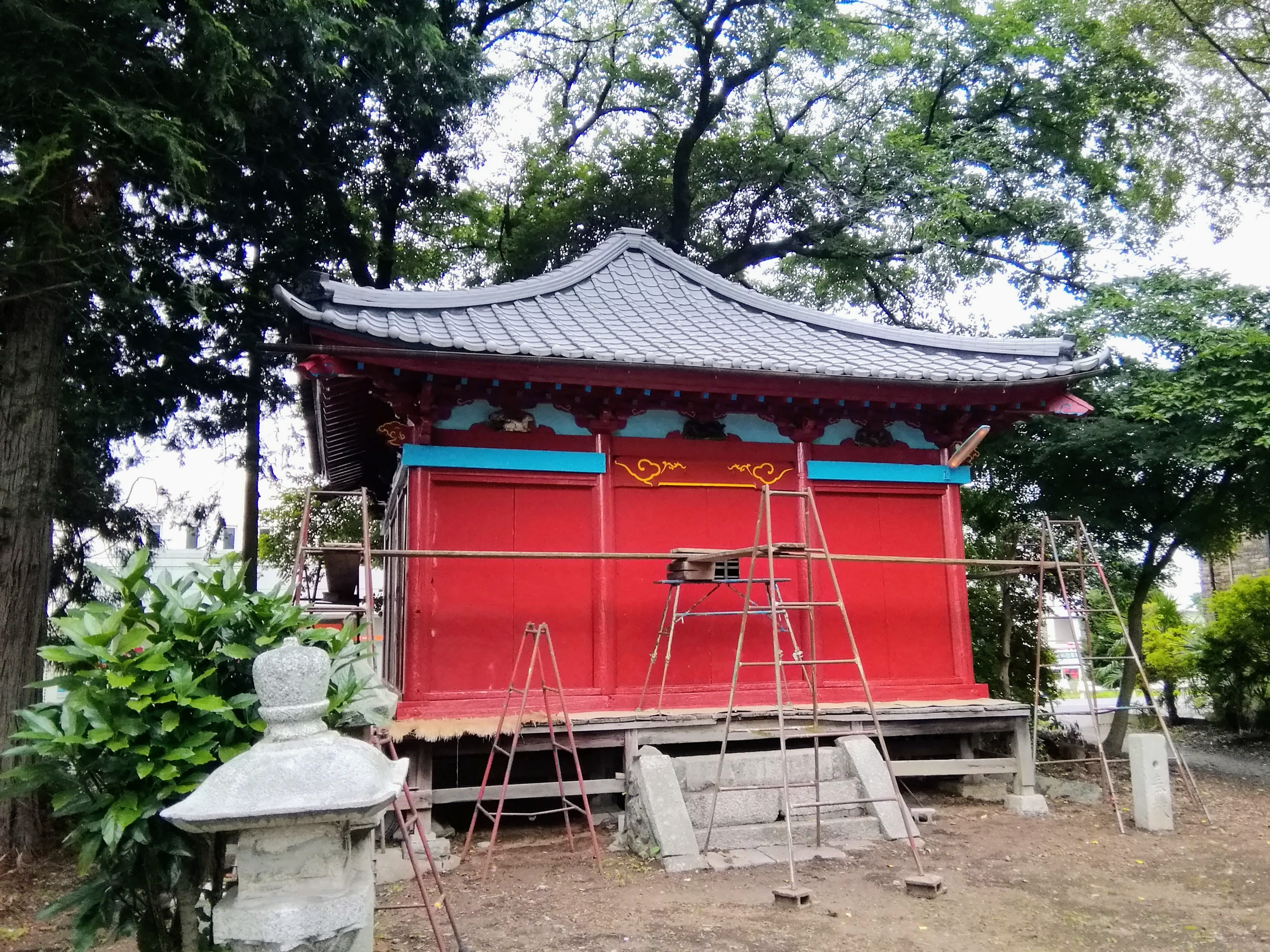
二十三夜尊堂

- 1936年  (昭和11年)11月15日︰改築
- 1957年（昭和32年）5月29日：二十三夜尊堂（正徳2年5月17日建築）を平沢地区より移築
- 1992年（平成3年）：神輿を修復、山車を新製

## 祭神
主祭神
- 木花咲耶姫（コノハナサクヤヒメ）

## 祭事
| 日付         | 祭事名   |
| ------------ | -------- |
| 1月1日       | 元旦祭   |
| 2月節分の日  | 節分祭   |
| 3月15日      | 春の大祭 |
| 7月下旬      | 夏祭     |
| 11月15日     | 秋の大祭 |
| 各月旧暦23日 | 二十三夜 |

## 境内

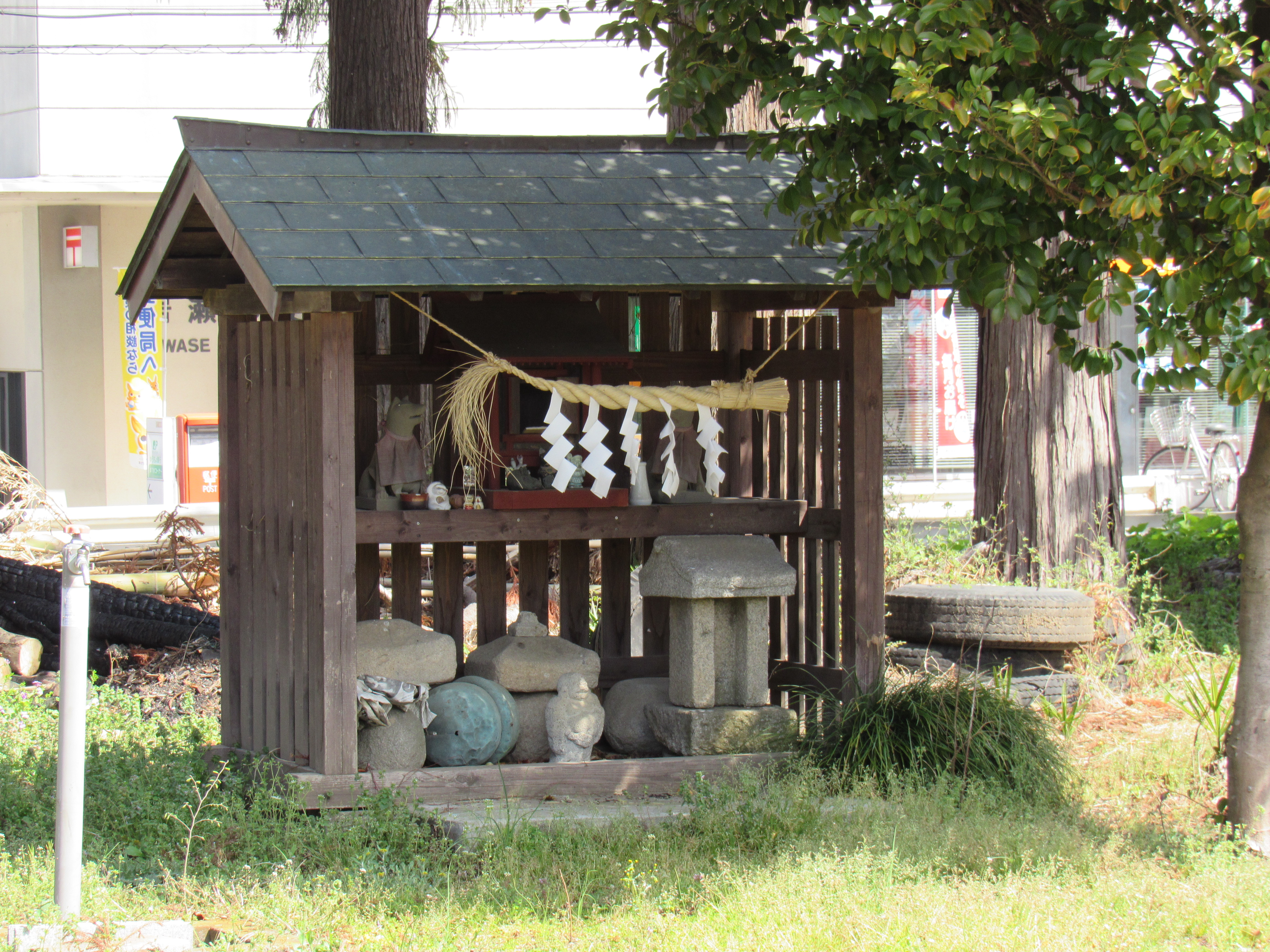
稲荷神社

- 二十三夜尊堂
- 境内社
  - 八坂神社
  - 稲荷神社

## 交通アクセス
- JR東日本・水戸線 岩瀬駅（徒歩3分）